# Internationaux de Strasbourg 1995
Internationaux de Strasbourg 1995 — жіночий тенісний турнір, що проходив на відкритих кортах з ґрунтовим покриттям у Страсбургу (Франція). Належав до турнірів 3-ї категорії в рамках Туру WTA 1995. Турнір відбувся вдев'яте і тривав з 22 до 28 травня 1995 року. Перша сіяна Ліндсі Девенпорт здобула титул в одиночному розряді й отримала 25 тис. доларів США.

## Фінальна частина

### Одиночний розряд
Ліндсі Девенпорт —  Кіміко Дате 3–6, 6–1, 6–2
- Для Девенпорт це був 3-й титул за сезон і 8-й — за кар'єру.

### Парний розряд
Ліндсі Девенпорт /  Мері Джо Фернандес —  Сабін Аппельманс /  Міріам Ореманс 6–2, 6–3
- Для Девенпорт це був 4-й титул за сезон і 9-й — за кар'єру. Для Фернандес це був 3-й титул за сезон і 16-й — за кар'єру.